# サン・ホセ・デ・マジョ
サン・ホセ・デ・マジョ(西: San José de Mayo)はウルグアイ南部の都市で、サン・ホセ県の県都である。2011年時点の人口は36743人。

## 歴史
リオ・デ・ラ・プラタ副王領の竜騎兵の中尉エウセビオ・ビダルが1783年に建設した。